# Dendronephthya vervoorti
Dendronephthya vervoorti is een zachte koraalsoort uit de familie Nephtheidae. De koraalsoort komt uit het geslacht Dendronephthya. Dendronephthya vervoorti werd in 1991 voor het eerst wetenschappelijk beschreven door Verseveldt & van Ofwegen. 